# Ричланд (окръг, Монтана)
Вижте пояснителната страница за други значения на Ричланд.
Окръг Ричланд (на английски: Richland County) е окръг в щата Монтана, Съединени американски щати. Площта му е 5447 km², а населението - 11 039 души (2017). Административен център е град Сидни.